# Deklaracija o nazivu i položaju hrvatskog književnog jezika
Deklaracija o nazivu i položaju hrvatskog književnog jezika, proglas koji su 17. ožujka 1967. godine objavili hrvatski jezikoslovci, nezadovoljni objavljenim rječnicima i pravopisima u kojima se jezik, u skladu s Novosadskim dogovorom, nazivao srpskohrvatskim/hrvatskosrpskim.
Novosadski dogovor nije bio po volji hrvatskih jezikoslovaca pa ni onih koji su, ne želeći mu se odmah javno usprotiviti, stavili na njega potpis. Stoga su izdali Deklaraciju, i u njoj iznijeli svoje negativne stavove o Novosadskom dogovoru. Dokument je potpisalo 18 hrvatskih znanstvenih i kulturnih ustanova, među kojima Matica hrvatska, Društvo književnika Hrvatske, Hrvatsko filološko društvo i Institut za jezik Jugoslavenske akademije znanosti i umjetnosti.
| Deklaracija o nazivu i položaju hrvatskoga književnog jezika, izjava sastavljena 9. III. 1967. u Matici hrvatskoj, koju je potom prihvatila većina hrvatskih kulturnih i znanstvenih ustanova i potpisao veći broj javnih i kulturnih djelatnika. Njome se zahtijeva ravnopravan položaj hrvatskog jezika u jugoslavenskoj federaciji, slobodno oblikovanje hrvatskog jezika u skladu s hrvatskom tradicijom te puna afirmacija hrvatskog jezika u svim sferama života. Bila je osuđena od komunističkih vlasti, a mnogi njezini potpisnici bili su sankcionirani.— Hrvatska enciklopedija (LZMK) |

## Uloga Matice hrvatske
Intenziviranje društveno–političke djelatnosti Matice hrvatske započelo je već 1967. godine, kada je njezin predsjednik bio Jakša Ravlić. 
Dana 13. ožujka objavio je Večernji list kratku najavu plenuma Društva književnika Hrvatske s naslovom »Plenum pisaca umjesto skupštine« s dnevnim redom. Druga točka: Akcija kulturnih institucija radi zauzimanja zajedničkog stava prema problemima zajedničkog jezika. Poslije podne održan je sastanak i tekst Deklaracije podržan je jednoglasno kao i na skupovima u Institutu za jezik JAZU, Razredu za filologiju JAZU i drugim institucijama.
U zagrebačkom Telegramu 17. ožujka 1967. godine tiskana je Deklaracija o nazivu i položaju hrvatskoga književnog jezika, kojom je upozoreno na neravnopravan položaj hrvatskog jezika kroz odluke Novosadskog dogovora, te je zatražena ravnopravnost svih jezika naroda u Jugoslaviji (slovenskog, hrvatskog, srpskog i makedonskog).
U revijalnom nedjeljnom izdanju Vjesnika od 19. ožujka izlazi na cijeloj stranici tekst o Deklaraciji, a uz tekst Deklaracije objavljen je redakcijski komentar pod naslovom "Politika a ne lingvistika" kao i tekst sa Zaključcima Novosadskog dogovora. Potpisnike se i sastavljače Deklaracije tim komentarom optužilo za zaplotnjački čin, napravljen bez znanja i dopuštenja onih koji su tada jedini davali dopuštenja, bez »političkih faktora u SR Hrvatskoj«.
U Beogradu je održan plenum Udruženja književnika Srbije, na kojem je kao reakcija na hrvatsku Deklaraciju, donesena druga deklaracija (postat će poznata pod nazivom »Predlog za razmišljanje«). Srpski pisci prihvatili su osnovna stajališta Deklaracije, predloživši da se u Srbiji i za Srbe uvede naziv srpski jezik.
Među sastavljačima i potpisnicima teksta Deklaracije bio je niz hrvatskih intelektualaca okupljenih oko Matice hrvatske i drugih uglednih znanstvenih ustanova (Društvo književnika Hrvatske, Društvo hrvatskih književnih prevodilaca, Institut za jezik JAZU, Filozofski fakultet, Matica iseljenika Hrvatske, Institut za historiju radničkog pokreta i dr).
Osnovna tvrdnja izložena u Deklaraciji bila je ta da je nejasnoća formulacije o »srpskohrvatskom odnosno hrvatskosrpskom jeziku« u Ustavu SFRJ omogućila da se srpski književni jezik silom nameće kao jedinstveni jezik za Srbe i Hrvate. Odmah nakon objavljivanja Deklaracije uslijedio je oštar odgovor vlasti. O Deklaraciji se raspravljalo na najvišim instancama, pa čak i u Saboru Republike Hrvatske.
Njezini su potpisnici bili oštro napadnuti i osuđeni, a od ustanova posebice Matica te njezino članstvo. Ali, unatoč žestokoj reakciji tada vodećih krugova Saveza komunista i negativnim posljedicama koje je odmah potom Matica osjetila u svom radu, taj je događaj označio početak otvorenog istupanja njezinih članova u borbi oko temeljnih hrvatskih nacionalnih interesa. Istaknuti hrvatski jezikoslovac Stjepan Babić mišljenja je da je onodobni glavni hrvatski komunistički vlastodržac Vladimir Bakarić znao za pripremu Deklaracije, te da je u tadanjim previranjima u SFRJ čak u neku ruku "zaslužan" za njezino donošenje, bar nedjelovanjem u sprječavanju.

## Zahtjevi Deklaracije
Deklaracija polazi od stava da načelo nacionalnog suvereniteta i potpune ravnopravnosti jugoslavenskih naroda obuhvaća i pravo svakog od tih naroda da čuva sve atribute nacionalnog postojanja i da razvija ne samo privrednu nego i kulturnu djelatnost.
U Deklaraciji se konstatira da su stanovite nepreciznosti u formulacijama Novosadskog dogovora omogućile da u praksi budu zaobilažena, iskrivljavana i kršena osnovna načela tog dogovora; pojavila se i koncepcija jedinstvenoga »državnog jezika«, pri čemu je ta uloga u praksi bila namijenjena srpskom književnom jeziku, što je ostvarivano preko sredstava javne i masovne komunikacije, jezičnom praksom u JNA, saveznoj upravi, zakonodavstvu, diplomaciji i političkim organizacijama. Time se hrvatski književni jezik potiskuje u neravnopravan položaj lokalnog narječja. Stoga hrvatske kulturne i znanstvene ustanove zahtijevaju da se Ustavom utvrdi javna i nedvojbena jednakost i ravnopravnost četiriju književnih jezika u SFRJ: slovenskoga, hrvatskoga, srpskoga i makedonskoga, te da se adekvatnom formulacijom osiguraju i prava jezika narodnosti.
Kao drugi zahtjev navedeno je osiguravanje dosljedne primjene hrvatskoga književnog jezika u školstvu, novinstvu, javnom i političkom životu, na radiju i televiziji, kad god se radi o hrvatskom stanovništvu, te da službenici, nastavnici i javni radnici, bez obzira na to otkud potjecali, službeno upotrebljavaju književni jezik sredine u kojoj djeluju.

## Osuda Deklaracije
Objavljivanje toga teksta izazvalo je oštru i negativnu reakciju kako konzervativnog dijela hrvatskog partijskog rukovodstva, tako i saveznog CK SKJ, pa i samog Josipa Broza Tita, priredivši time nepripremljenom liberalnom krilu hrvatskog političkog rukovodstva "nepotrebne napetosti i teškoće".

Dana 31. ožujka u Saboru je Vladimir Bakarić o Deklaraciji izjavio: 
Pojavu teksta Deklaracije o nazivu i položaju hrvatskog književnog jezika iskoristile su unitarističke snage u političkom rukovodstvu Hrvatske, okupljene oko Miloša Žanka, koje su zahtijevale oštre mjere protiv institucija i pojedinaca potpisnika Deklaracije. O Deklaraciji je raspravljalo i partijsko rukovodstvo SFRJ; premda stavovi u toj raspravi nisu bili potpuno usklađeni (Edvard Kardelj bio je protiv sankcija zastupajući stav da je pogrješka što pitanje ravnopravnosti jezika nije riješeno već prethodnim Ustavom), prevladalo je mišljenje da svi potpisnici Deklaracije moraju biti kažnjeni jer se radi o »politički štetnom, nacionalističkom činu«. Stoga je i tzv. nacionalna struja u CK SKH bila primorana da poduzme sankcije protiv protagonista Deklaracije te da pripremi poseban plenum CK na kojem će biti osuđeni zahtjevi Deklaracije, premda su načelno mnogi od tadašnjih političkih lidera bili naklonjeni stavovima prezentiranima u tom dokumentu.
Deklaracija je za pobornike Jugoslavije trajno ostala primjer opasnog hrvatskog nacionalizma. Tako Stipe Šuvar u svojstvu člana Predsjedništva SFRJ 1987. godine poručuje ovako: "Hrvatski je nacionalizam nakon 71. dobio po prstima, ali je ostao pritajen i ponovo se podmuklo širi... Djelovanje hrvatskog nacionalizma na području jezika već je urodilo otrovnim plodovima. Strateški je pritom cilj, a na njemu se uporno i sistematski radi nakon 1971., ne više na bučan, već na perfidan način, raskidanje jezičnog zajedništva hrvatskog i drugih naših naroda koji govore jednim, hrvatskim ili srpskim, odnosno srpskohrvatskim jezikom uz sve varijantske razlike...Hrvatski nacionalisti uporno se bore za poseban (nacionalni) hrvatski jezik".

## Uloga Miroslava Krleže
Budući da je i Miroslav Krleža potpisao Deklaraciju, a mnogi su se potpisnici služili tom činjenicom kao alibijem za vlastito potpisivanje, pred političkim rukovodstvom Hrvatske postavio se problem adekvatnog političkog kažnjavanja Krleže, koji je u to doba bio i član CK SKH. Josip Broz Tito, međutim, nije dopustio da to pitanje bude riješeno na republičkoj političkoj razini. Pozvao je Krležu na razgovor u Beograd (prisutan je bio tom sastanku i Miko Tripalo) te mu je ponudio mogućnost da povuče potpis. U tom duljem razgovoru Krleža je Brozu navodio mnogobrojne primjere zapostavljanja hrvatskoga književnog jezika obrazlažući time opravdanost zahtjeva Deklaracije, iako se načelno složio s Brozom da sam čin njezina formuliranja i demonstrativnog prezentiranja javnosti nije mudar politički čin jer može poremetiti osjetljivu ravnotežu nacionalnih interesa u tadašnjoj Jugoslaviji. Također je inzistirao na stavu da svaki narod ima pravo da svoj jezik nazove svojim nacionalnim imenom. Izjavio je da bi povlačenje potpisa bilo suprotno njegovu osjećaju osobne časti te je ponudio kao alternativu podnošenje ostavke na članstvo u Savezu komunista. Tu ponudu Broz nije prihvatio, vjerojatno procjenjujući da je Krleža kao ugledan književnik, lijevi intelektualac i njegov osobni prijatelj isuviše dragocjen za Savez komunista da bi bio tako politički žrtvovan. Dogovorili su se stoga da Krleža samo podnese ostavku na članstvo u Centralnom komitetu SKH.
Nakon povratka iz Beograda, Krleža se pismom obratio predsjedniku CK SKH Vladimiru Bakariću:
| Poštovani druže predsjedniče, Potpisao sam Deklaraciju kao amandman za izmjenu jednog ustavnog člana o nazivu hrvatskog i srpskog jezika uvjeren da je takav zahtjev potpuno opravdan. Da sam to učinio bez ikakve skrivene misli ili neke političke kombinacije, smatram da je neosporno. Zbog ovog potpisa moje je ime izvrgnuto na političkim sastancima, u školama, u fabrikama, u štampi i na javnim zborovima ruglu i najgrubljim pogrdama, da sam partijski i nacionalni izdajnik, sijač razdora, neprijatelj narodnog jedinstva, senilni šoven koji je pljunuo na svoju prošlost i tako dalje. Da svojim pedesetogodišnjim radom i djelovanjem u okviru našeg socijalističkog pokreta dokazujem kako su sve ove teške riječi nedostojne insinuacije, mislim da u ovom trenutku predstavlja jalov napor. Priznajem Savezu komunista pravo da poziva svoje članove na disciplinsku odgovornost po kriteriju političkog oportuniteta, ali kako danas, usred ove atmosfere uznemirenih duhova, nisam u kondiciji da objektivno obrazložim sve motive svog individualnog postupka, to Vas druže predsjedniče, molim, da budete pred CK tumačem moje molbe da me riješi članstva u CK. Sa drugarskim pozdravom M. Krleža U Zagrebu, 18. IV. 1967.— Krležijana |

## Kažnjavanje potpisnika
Nakon novinskih naslova koji su pozivali na odgovornost, sjednica Izvršnog komiteta CK SKH i ostalih političkih tijela, potpisnike se Deklaracije počelo sankcionirati. Vlatko Pavletić predsjednik Društva književnika Hrvatske isključen je iz Gradskog komiteta SK. Studentski list 4. travnja objavio je odluke o kažnjavanju potpisnika Deklaracije koji su bili članovi SK. U Telegramu je 7. travnja objavljeno kako su iz SK isključeni Dalibor Brozović, Petar Šegedin, Jakša Ravlić, Slavko Mihalić, Duško Car, Vojislav Kuzmanović, Branko Hećimović, Zvonimir Komarica, a dio ostalih sudionika Deklaracije posljednje opomene i opomene (valja opaziti da je članstvo u SK bio preduvjetom bilo kakvog socijalnog napretka: napredovanje na mjesta urednika, sveučilišnih profesora, direktora škola ili bilo kakva druga socijalno istaknutije dužnosti bilo je u to doba posve zatvoreno "ne-članovima"). Na plenumu CK posvećenome Deklaraciji Krležino pismo nije pročitano. Bakarić je samo obavijestio prisutne da je Krleža podnio pismenu ostavku i ona je bez rasprave prihvaćena. Vjesnik je 20. travnja donio vijest o podnošenju Krležine pismene ostavke na članstvo u CK SKH.
"Ali razvojni putovi kojima je bila tada krenula Hrvatska nisu se sviđali ne samo velikosrbima i unitaristima, što je razumljivo, nego ni jugoslavenskim komunistima općenito i konzervativnoj struji među samim hrvatskim komunistima. Jer bio je ugrožen režim i poredak ne samo u Hrvatskoj nego i u cijeloj Jugoslaviji. I gotovo pet godina od ožujka 1967. počela je od prosinca 1971. repriza nasilja kakvo je bilo slijedilo nakon Deklaracije, samo taj put žešće, grublje, sveobuhvatnije, ne samo protiv književnika i filologa nego protiv svih i svakoga. Šikaniranja, izbacivanja s posla, hapšenja, slanja na višegodišnje robije, sve je to postalo dijelom svakodnevnice i taj je put trajalo dugo, nije se stišavalo kao nakon Deklaracije. Neki su "proljećari" pobjegli iz zemlje, tako da je Hrvatska dobila još jednu u nizu svojih političkih emigracija."
Miko Tripalo je, doduše s vremenskim odmakom od dvadeset godina (1992. godine), ustvrdio da je objavljivanje teksta Deklaracije bilo potpuno opravdano, jer "u onakvom sistemu... neke stvari nije bilo moguće postaviti na drugačiji način". Zbog toga je, kako zaključuje, "deklaracija, bez obzira na sve sukobe, nepravde i nesporazume, odigrala krupnu ulogu u sveukupnoj emancipaciji i očuvanju samobitnosti hrvatskoga naroda".
Godine 1972. hrvatski književni jezik ušao je u Amandmane na Ustav SRH, što je vodstvo SKH na čelu sa Stipom Šuvarom pokušalo promijeniti, ali nisu uspjeli; od tada je u Hrvatskoj na ustavnoj razini zaštićen Hrvatski jezik.

## Pisci Deklaracije
Tekst deklaracije napisan je u povjerenstvu Upravnog odbora Matice hrvatske, a činilo ju je sedam članova: Miroslav Brandt, Dalibor Brozović, Radoslav Katičić, Tomislav Ladan, Slavko Mihalić, Slavko Pavešić i sedmi član Vlatko Pavletić, tadašnji predsjednik Društva hrvatskih književnika i urednik Matičinih izdanja.

## Tekst deklaracije
[»Telegram«, jugoslavenske novine za društvena i kulturna pitanja, br. 359, 17. ožujka 1967.]
Višestoljetna borba jugoslavenskih naroda za nacionalnu slobodu i socijalnu pravdu kulminirala je revolucionarnim preobražajem u razdoblju od 1941-1945. Tekovine Narodnooslobodilačke borbe i socijalističke revolucije omogućile su svim narodima i narodnostima u Jugoslaviji da uđu u novu fazu njihova povijesnog postojanja. Oslanjajući se na temeljna načela socijalizma o pravu svakog čovjeka da živi slobodan od svake podjarmljenosti i o pravu svakog naroda na potpun suverenitet i neograničenu ravnopravnost sa svim drugim nacionalnim zajednicama, Slovenci, Hrvati, Srbi, Crnogorci i Makedonci formirali su federativni savez, sazdan od šest socijalističkih republika, kao jamstvo te uzajamne ravnopravnosti, međusobnog bratstva i socijalističke suradnje.
Načelo nacionalnog suvereniteta i potpune ravnopravnosti obuhvaća i pravo svakoga od naših naroda da čuva sve atribute svoga nacionalnog postojanja i da maksimalno razvija ne samo svoju privrednu, nego i kulturnu djelatnost. Među tim atributima odsudno važnu ulogu ima vlastito nacionalno ime jezika kojim se hrvatski narod služi, jer je neotuđivo pravo svakoga naroda da svoj jezik naziva vlastitim imenom, bez obzira radi li se o filološkom fenomenu koji u obliku zasebne jezične varijante ili čak u cijelosti pripada i nekom drugom narodu.
Novosadski dogovor opravdano je deklarirao zajedničku lingvističku osnovu srpskog i hrvatskog književnog jezika ne poričući historijsku, kulturno-historijsku, nacionalnu i političku istinu o pravu svakoga naroda na vlastiti jezični medij nacionalnog i kulturnog života. Te su tekovine formulirali i ustavni tekstovi, i Program Saveza komunista, političkog predvodnika naših naroda u revolucionarnoj borbi.
Ali unatoč jasnoći osnovnih načela, stanovite nepreciznosti u formulacijama omogućavale su da ta načela budu u praksi zaobilažena, iskrivljavana i kršena unutar širih pojava skretanja u realnosti našega društvenog i ekonomskog života. Poznato je u kojim su okolnostima u našoj zemlji oživjele tendencije etatizma, unitarizma, hegemonizma. U vezi s njima pojavila se i koncepcija o potrebi jedinstvenog »državnog jezika«, pri čemu je ta uloga u praksi bila namijenjena srpskom književnom jeziku zbog dominantnog utjecaja administrativnog središta naše državne zajednice. Unatoč VIII kongresu, IV i V plenumu CK SKJ, koji su u našim danima posebno naglasili važnost socijalističkih načela o ravnopravnosti naših naroda pa, prema tome, i njihovih jezika, putem upravnog aparata i sredstava javne i masovne komunikacije (saveznih glasila, Tanjuga, JRTV u zajedničkim emisijama, PTT, željeznicama, tzv. materijala ekonomske i političke literature, filmskih žurnala, raznih administrativnih obrazaca), zatim putem jezične prakse u JNA, saveznoj upravi, zakonodavstvu, diplomaciji i političkim organizacijama, faktično se i danas provodi nametanje »državnog jezika«, tako da se hrvatski književni jezik potiskuje i dovodi u neravnopravan položaj lokalnog narječja.
Osobito važne inicijative privredne i društvene reforme, oslanjajući se na bitna svojstva našeg samoupravnog socijalističkog društva, obvezuju nas da na području svoga djelovanja – jezika, književnosti, znanosti i kulture uopće – poduzmemo sve potrebno da se u neposrednoj praksi ostvaruje i ostvare sva izložena načela našeg socijalističkog sustava.
Na toj osnovi potpisane hrvatske kulturne i znanstvene ustanove i organizacije smatraju da je neophodno potrebno:
1) Ustavnim propisom utvrditi jasnu i nedvojbenu jednakost i ravnopravnost četiriju književnih jezika: slovenskoga, hrvatskoga, srpskoga, makedonskoga.
U tu svrhu treba izmijeniti formulaciju iz Ustava SFRJ, čl. 131, koja bi morala glasiti ovako:
»Savezni zakoni i drugi opći akti saveznih organa objavljuju se u autentičnom tekstu na četiri književna jezika naroda Jugoslavije: srpskom, hrvatskom, slovenskom, makedonskom. U službenom saobraćaju organi federacije obvezno se drže načela ravnopravnosti svih jezika naroda Jugoslavije.«
Adekvatnom formulacijom treba osigurati i prava jezika narodnosti u Jugoslaviji.
Dosadašnja ustavna odredba o »srpskohrvatskom odnosno hrvatskosrpskom jeziku« svojom nepreciznošću omogućuje da se u praksi ta dva usporedna naziva shvate kao sinonimi, a ne kao temelj za ravnopravnost i hrvatskog i srpskog književnog jezika, jednako među sobom, kao i u odnosu prema jezicima ostalih jugoslavenskih naroda. Takva nejasnoća omogućuje da se u primjeni srpski književni jezik silom stvarnosti nameće kao jedinstven jezik za Srbe i Hrvate. Da je stvarnost zaista takva, dokazuju mnogobrojni primjeri, a među njima kao najnoviji nedavni Zaključci pete skupštine Saveza kompozitora Jugoslavije. Ti su zaključci objavljeni usporedno u srpskoj, slovenskoj i makedonskoj verziji kao da hrvatskoga književnoga jezika uopće nema ili kao da je istovjetan sa srpskim književnim jezikom.
Potpisane ustanove i organizacije smatraju da u takvim slučajevima hrvatski narod nije zastupan i da je doveden u neravnopravan položaj. Takva se praksa ni u kojem slučaju ne može opravdati inače neosporenom znanstvenom činjenicom da hrvatski i srpski književni jezik imaju zajedničku lingvističku osnovu.
2) U skladu s gornjim zahtjevima i objašnjenjima potrebno je osigurati dosljednu primjenu hrvatskoga književnog jezika u školama, novinstvu, javnom i političkom životu, na radiju i televiziji kad se god radi o hrvatskom stanovništvu, te da službenici, nastavnici i javni radnici, bez obzira otkuda potjecali, službeno upotrebljavaju književni jezik sredine u kojoj djeluju.
Ovu Deklaraciju podnosimo Saboru SRH, Saveznoj skupštini SFRJ i cjelokupnoj našoj javnosti da se prilikom pripreme promjene Ustava izložena načela nedvosmisleno formuliraju i da se u skladu s time osigura njihova potpuna primjena u našem društvenom životu.
- Matica hrvatska
- Društvo književnika Hrvatske
- PEN-klub, Hrvatski centar
- Hrvatsko filološko društvo
- Odjel za filologiju Jugoslavenske akademije znanosti i umjetnosti
- Odjel za suvremenu književnost Jugoslavenske akademije znanosti i umjetnosti
- Institut za jezik Jugoslavenske akademije znanosti i umjetnosti
- Institut za književnost i teatrologiju Jugoslavenske akademije znanosti i umjetnosti
- Katedra za suvremeni hrvatskosrpski jezik Filozofskoga fakulteta u Zadru
- Katedra za suvremeni hrvatskosrpski jezik Filozofskoga fakulteta u Zagrebu
- Katedra za povijest hrvatskog jezika i dijalektologiju Filozofskoga fakulteta u Zagrebu
- Katedra za jugoslavenske književnosti Filozofskoga fakulteta u Zadru
- Katedra za stariju hrvatsku književnost Filozofskoga fakulteta u Zagrebu
- Katedra za noviju hrvatsku književnost Filozofskoga fakulteta u Zagrebu
- Institut za lingvistiku Filozofskoga fakulteta u Zagrebu
- Institut za nauku o književnosti Filozofskoga fakulteta u Zagrebu
- Staroslavenski institut u Zagrebu
- Društvo književnih prevodilaca Hrvatske

## PotporaDeklaracijiod Hrvata u emigraciji
Deklaracija je pozitivno odjeknula i dobila je potporu u hrvatskoj emigraciji koja ju objavljuje u svojim časopisima i prevodi na glavne svjetske jezike. Karlo Mirth preveo je i objavio tekst Deklaracije na engleski jezik u časopisu Croatia Press (1–2/1967., sv. 21). 19. travnja 1967. godine Hrvatska akademija Amerike (The Croatian Academy of America) objavila je Izjavu Hrvatske akademije Amerike o zgrebačkoj jezičnoj deklaraciji. ↓1 Izjava je objavljena u časopisu Journal of Croatian Studies (VII–VIII/1967, str. 195. – 196.) a u istome broju objavljen je tekst Deklaracije na engleskome jeziku preuzet iz Croatia Pressa i "komentar jednoga od tada najistaknutijih hrvatskih jezikoslovaca izvan Hrvatske, Krste (Christophera) Spalatina". 30. travnja 1967. godine u svezi Deklaracije hrvatski pisci i autori u emigraciji objavili su Apel hrvatskih pisaca i autora u emigraciji. Apel je objavljen na hrvatskome, njemačkome i francuskome jeziku u Hrvatskoj reviji, (1-2, 1967.) a potpisnici kojega bili su: Luka Brajnović, Luka Fertilio, Alan Horić, Andrija Ilić, Nada Kesterčanek Vujica, Lucijan Kordić, Predrag Kordić, Ivo Lendić, Enver Mehmedagić, Vinko Nikolić, Borislav Maruna, Antun Nizeteo, Gracijan Raspudić, Mirko Čović, Krunoslav Draganović, Jere Jareb, Bogdan Radica, Stjepan Ratković, Franjo Trogrančić i Dušan Žanko.
U časopisu Studia croatica (br. 24–27/1967.) objavljen je prijevod Deklaracije na španjolski jezik a Ivo Bogdan i Zdravko Sančević napisali su prigodne članke o hrvatskome jeziku.